# Tatiana Grigorieva
Pour les articles homonymes, voir Grigorieva.
Tatiana Grigorieva, née le 8 octobre 1975 à Saint-Pétersbourg en Russie, est une athlète australienne, pratiquant le saut à la perche
Cette ex-coureuse de 400 m haies, qui possédait le niveau national en Russie émigre en Australie en 1997 avec son mari, un athlète pratiquant le saut à la perche Viktor Chistiakov. En 12 mois, elle devient l'une des meilleures perchistes mondiales, entraînée par l'Ouzbek Aleksandr Parnov. Elle remporte ainsi une médaille de bronze Championnats du monde d'athlétisme 1999 à Séville puis une médaille d'argent aux Jeux olympiques d'été de 2000 de Sydney.
Elle échoue au pied du podium lors des Championnats du monde d'athlétisme suivant à Edmonton, battant son record personnel malgré une préparation réduite par une blessure.
Une blessure au tendon gauche la prive des Championnats du monde d'athlétisme 2003 de Paris Saint-Denis.

## Palmarès

### Jeux olympiques d'été
- - Jeux olympiques d'été de 2000 à Sydney ( Australie)
  -  Médaille d'argent au saut à la perche

### Championnats du monde d'athlétisme
- Championnats du monde d'athlétisme de 1999 à Séville ( Espagne)
  -  Médaille de bronze au saut à la perche

### Jeux du Commonwealth
- Jeux du Commonwealth de 2002 à Manchester ( Angleterre)
  -  Médaille d'or au saut à la perche
- Jeux du Commonwealth de 2006 à Melbourne ( Australie)
  -  Médaille d'argent au saut à la perche